# Präsidentschaftswahl in den Vereinigten Staaten 1880
Die Präsidentschaftswahl in den Vereinigten Staaten 1880 wurde weitgehend als ein Referendum über die republikanischen „Entspannungs- und Wiederaufbauanstrengungen“ in den südlichen Staaten angesehen.
Präsident Rutherford B. Hayes stellte sich nicht zur Wiederwahl, um das Versprechen zu halten, das er während der Kampagne 1876 gegeben hatte. Die Republikanische Partei wählte James A. Garfield zu ihrem Kandidaten; sein Running mate war Chester A. Arthur. Die Demokraten nominierten den Bürgerkriegsgeneral Winfield Scott Hancock und als Vizepräsidentschaftskandidaten William Hayden English. Sie verfehlten ihr Ziel, mehrere Nordstaaten für sich zu entscheiden und damit die Mehrheit zu erringen. Garfield wurde dank des klaren Vorsprungs im Wahlmännergremium zum Präsidenten gewählt. Garfields Vorsprung von knapp 2000 Stimmen stellt – abgesehen von den fünf Fällen, in denen der gewählte Präsident weniger Stimmen erhielt – den knappsten Sieg bei einer Präsidentschaftswahl dar. Die Wahl von 1880 war zudem eine von bislang drei Präsidentschaftswahlen (neben 1848 und 2020), bei denen die Kandidaten einen Gleichstand bei der Zahl der gewonnenen Bundesstaaten erzielten.

## Kandidaten
Republikanische Partei

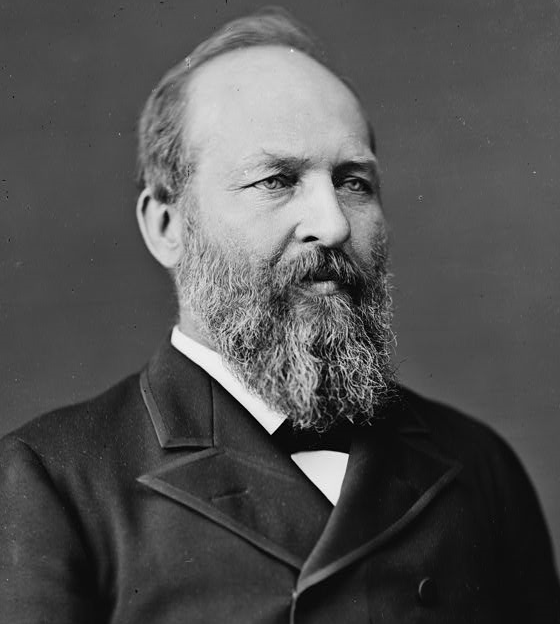
James Garfield

Die Vorwahlen (Primaries) bei den Republikanern waren die umkämpftesten in der Parteigeschichte, so dass der Nominierungsparteitag erst nach 36 Wahldurchgängen einen Kandidaten bestimmt hatte. Bei Garfield handelte es sich um einen Überraschungskandidaten, als Favoriten auf der Republican National Convention Anfang Juni 1880 in Chicago hatten John Sherman, der Minister im Kabinett Hayes war, James G. Blaine und vor allem Ulysses S. Grant gegolten, der vom Parteiflügel der Stalwarts („Feste, Starke, Mutige“) unterstützt wurde. Diese scheiterten mit ihrem Vorhaben, die Delegierten der Bundesstaaten nur geschlossen abstimmen zu lassen, um somit Abweichler in New York, Pennsylvania und Illinois auszuschließen. Auf dem Parteitag arbeitete Garfield im Wahlkampfteam von Sherman. Nachdem Grant lange Zeit vor Blaine und Sherman geführt, aber in einer Art Pattsituation stets die absolute Mehrheit verfehlt hatte, brachte der 34. Wahldurchgang die Trendwende, als Wisconsin für Garfield 16 Stimmen abgab, der bis dahin nur vereinzelt Stimmen bekommen hatte.
Demokratische Partei

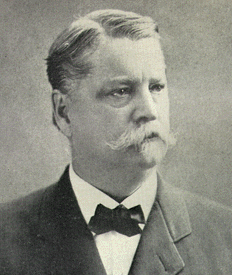
Winfield Hancock

Anders verlief es bei den Demokraten, die sich schon nach 2 Wahlgängen auf Winfield Scott Hancock einigen konnten. Sein Runnigmate wurde William English.

## Ergebnis
| Kandidat            | Partei | Partei          | Stimmen   | Stimmen | Wahlmänner |
| Kandidat            | Partei | Partei          | Anzahl    | Prozent | Wahlmänner |
| ------------------- | ------ | --------------- | --------- | ------- | ---------- |
| James A. Garfield   |        | Republikaner    | 4.446.158 | 48,27 % | 214        |
| Winfield S. Hancock |        | Demokrat        | 4.444.260 | 48,25 % | 155        |
| James B. Weaver     |        | Greenback       | 305.997   | 3,32 %  | —          |
| Neal S. Dow         |        | Prohibitionist  | 10.305    | 0,11 %  | —          |
| John W. Phelps      |        | Anti-Freimaurer | 707       | 0,01 %  | —          |
| Gesamt              | Gesamt | Gesamt          | 9.211.058 | 100 %   | 369        |

Ergebnisse in den Countys: In blau gefärbten Countys siegte der Demokrat Winfield S. Hancock, in rot gefärbten Countys erhielt James A. Garfield die Stimmenmehrheit. In grün gefärbten Countys erreichte James B. Weaver die Mehrheit der Stimmen. Je dunkler die Farbe, desto stärker ist der Vorsprung.

Trotz des nur sehr knappen Vorsprungs von weniger als 2.000 Stimmen (0,02 Prozent) gelang es James Garfield, eine klare Mehrheit im Electoral College zu erhalten. Dies gelang ihm unter anderem durch das Siegen in den sogenannten Swing States: In New York und Connecticut lag der Abstand zwischen Garfield und Winfield S. Hancock bei unter zwei Prozent. Diese beiden Staaten vermochten die Demokraten noch bei den Wahlen im Jahre 1876 für sich zu entscheiden.
Ferner erreichte James B. Weaver von der Greenback Party noch ein vergleichsweise gutes Ergebnis. Dabei konnte er in Iowa und Texas mehr als zehn Prozent der Stimmen erzielen und erreichte auch in einigen Countys die relative oder absolute Mehrheit der Stimmen. Die Kandidaten der Prohibition Party und der Know-Nothing Party blieben im Grunde bedeutungslos und erreichten nirgends einen höheren Anteil als 0,4 Prozent der Stimmen.

### Ergebnisse in den Staaten
In der folgenden Tabelle sind die Ergebnisse der drei stimmenstärksten Kandidaten (in Prozent) in den einzelnen Bundesstaaten aufgelistet.
| Staat          | Garfield | Hancock | Weaver | Wahlmänner |
| -------------- | -------- | ------- | ------ | ---------- |
| Alabama        | 37,1     | 60,0    | 2,9    | 10         |
| Arkansas       | 38,7     | 56,1    | 3,8    | 6          |
| Colorado       | 51,3     | 46,0    | 2,7    | 3          |
| Connecticut    | 50,5     | 48,5    | 0,7    | 6          |
| Delaware       | 48,0     | 51,5    | 0,4    | 3          |
| Florida        | 45,8     | 54,2    | –      | 4          |
| Georgia        | 34,6     | 65,4    | –      | 11         |
| Illinois       | 51,1     | 44,6    | 4,2    | 21         |
| Indiana        | 49,3     | 47,9    | 2,8    | 15         |
| Iowa           | 57,0     | 32,8    | 10,0   | 11         |
| Kalifornien    | 48,9     | 49,0    | 2,1    | 6          |
| Kansas         | 60,4     | 29,7    | 9,9    | 5          |
| Kentucky       | 39,9     | 55,7    | 4,3    | 12         |
| Louisiana      | 37,3     | 62,3    | 0,4    | 8          |
| Maine          | 51,5     | 45,3    | 3,1    | 7          |
| Maryland       | 45,6     | 54,4    | –      | 8          |
| Massachusetts  | 58,5     | 39,6    | –      | 13         |
| Michigan       | 52,5     | 37,3    | 9,9    | 11         |
| Minnesota      | 62,3     | 35,4    | 2,2    | 5          |
| Mississippi    | 29,8     | 64,7    | 5,0    | 8          |
| Missouri       | 38,7     | 52,5    | 8,8    | 15         |
| Nebraska       | 62,9     | 32,6    | 4,5    | 3          |
| Nevada         | 47,6     | 57,7    | –      | 3          |
| New Hampshire  | 51,9     | 47,2    | 0,6    | 5          |
| New Jersey     | 49,0     | 49,8    | 1,1    | 9          |
| New York       | 50,3     | 48,2    | 1,1    | 35         |
| North Carolina | 48,0     | 51,6    | 0,5    | 10         |
| Ohio           | 51,7     | 47,0    | 0,9    | 22         |
| Oregon         | 50,5     | 48,9    | 0,6    | 3          |
| Pennsylvania   | 50,8     | 46,6    | 0,4    | 29         |
| Rhode Island   | 62,2     | 36,9    | 0,8    | 3          |
| South Carolina | 34,1     | 65,5    | 0,3    | 7          |
| Tennessee      | 44,3     | 53,3    | 2,5    | 12         |
| Texas          | 24,0     | 64,7    | 11,3   | 8          |
| Vermont        | 69,8     | 28,2    | 1,9    | 5          |
| Virginia       | 39,5     | 60,5    | –      | 11         |
| West Virginia  | 41,1     | 51,0    | 8,0    | 5          |
| Wisconsin      | 54,0     | 42,9    | 3,0    | 10         |
| Gesamt         | 48,3     | 48,2    | 3,3    | 369        |

Ergebnisse der Kandidaten in den Countys
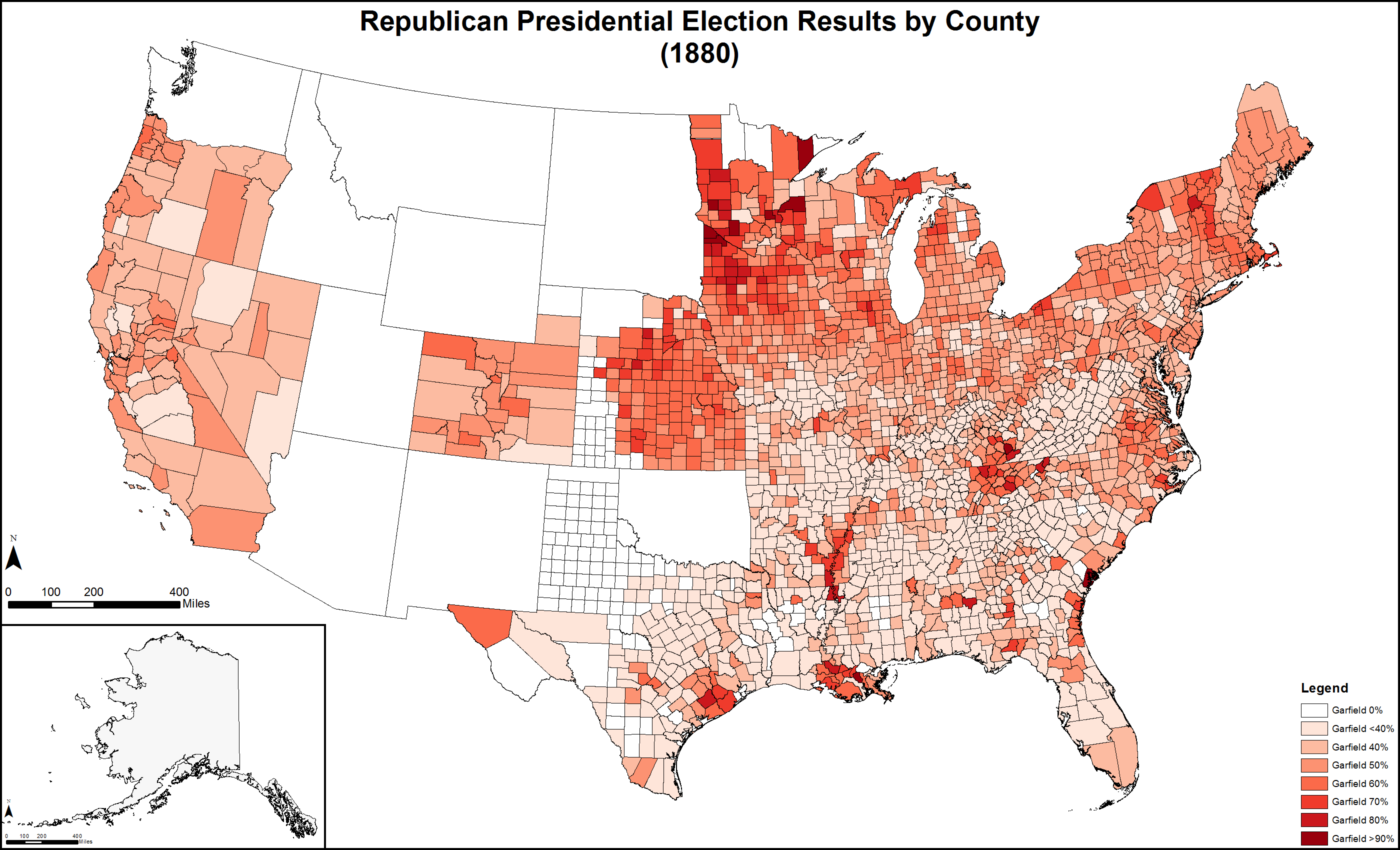
Garfield
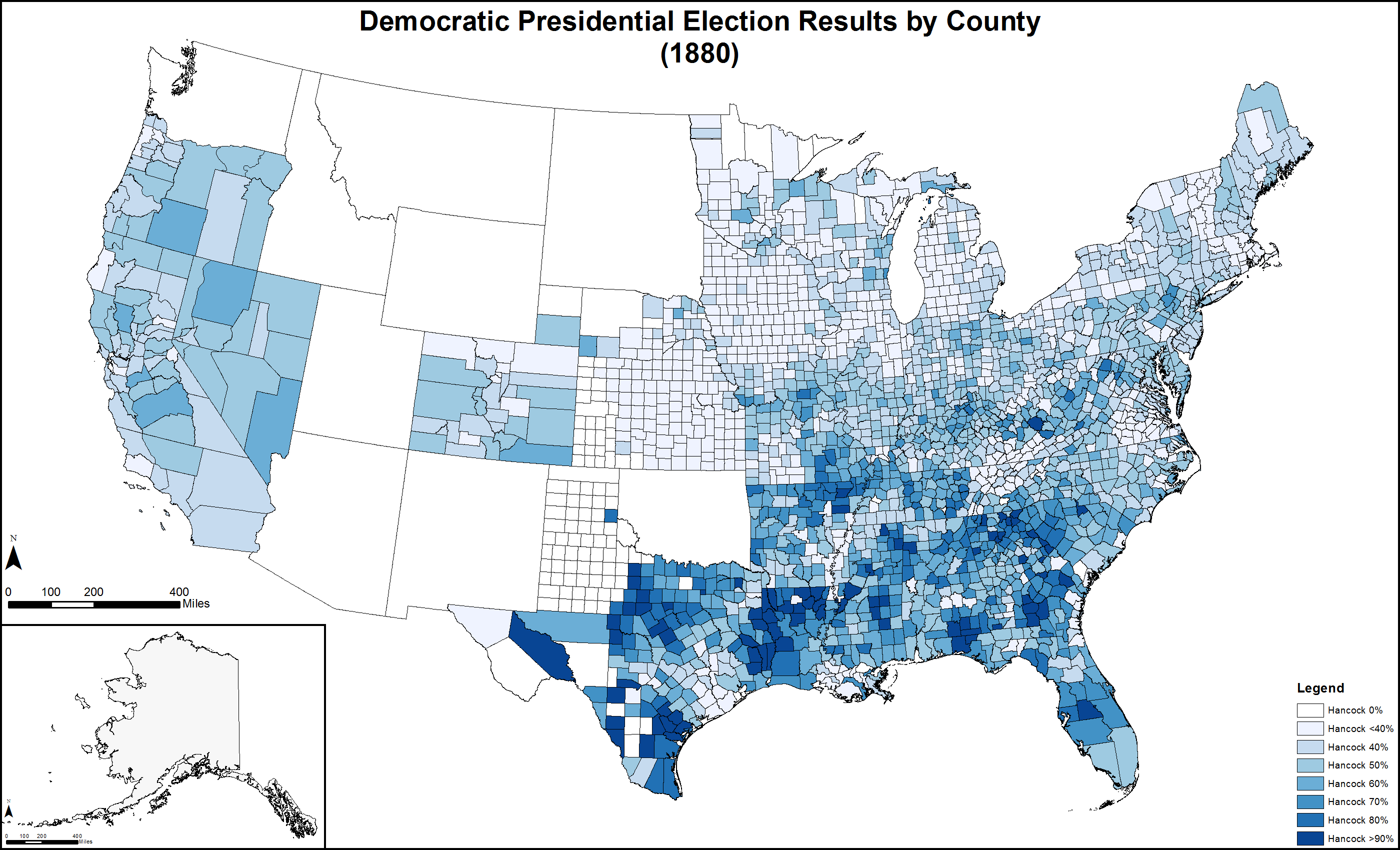
Hancock
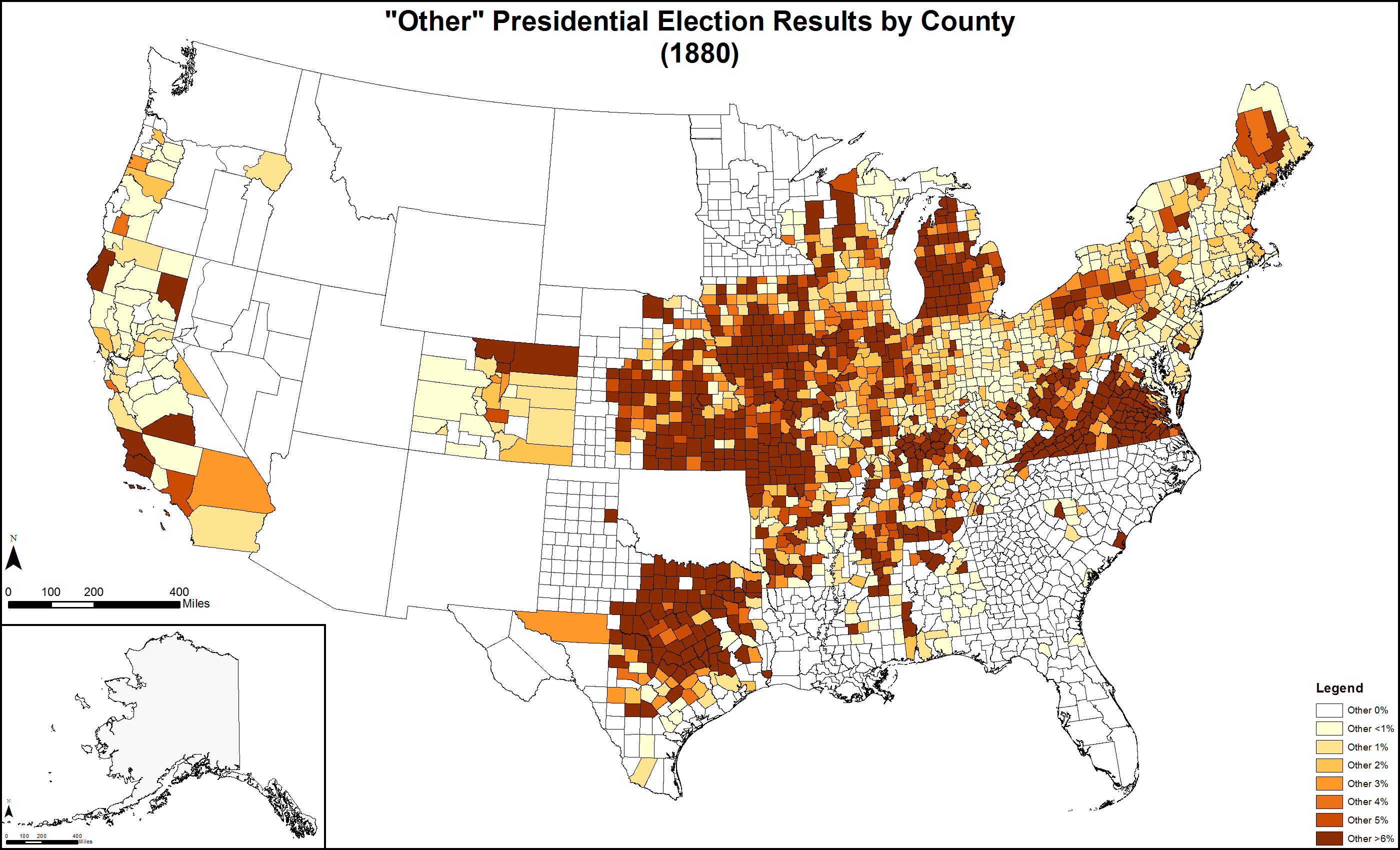
Sonstige